# Eulipoa wallacei
Eulipoa wallacei là một loài chim trong họ Megapodiidae.